# جيمي داردن
جيمي داردن (بالإنجليزية: Jimmy Darden)‏ مواليد 19 يونيو 1922 - الوفاة 29 أبريل 1994، كان مدرب كرة سلة أمريكي ولاعب. بدأ مسيرته الاحترافية في سنة 1947. تم اختياره من قبل فريق شيكاغو ستايغس خلال الدرافت. حمل الرقم 25. بلغ طوله 6 قدم 1 بوصة (1.9 م). اعتزل اللعب في 1951.

## روابط خارجية
- جيمي داردن على موقع إن بي أي (الإنجليزية)
- جيمي داردن على موقع سبورتس رفرنس (الإنجليزية)
- جيمي داردن على موقع ريلجم (الإنجليزية)
- جيمي داردن على موقع بروبوليرز (الإنجليزية)
- جيمي داردن على موقع سبورتس رفرنس (الإنجليزية)
- جيمي داردن على موقع سبورتس رفرنس (الإنجليزية)
- جيمي داردن على موقع قاعة كولورادو للمشاهير الرياضية (الإنجليزية)